# PlayStation (consola)
PlayStation (プレイステーション Pureisutēshon?, tdl. «Estación de juego»), oficialmente abreviada como PS o PSone, es la primera videoconsola de sobremesa descontinuada producida por Sony Computer Entertainment. Fue lanzado en Japón el 3 de diciembre de 1994, en América del Norte el 9 de septiembre de 1995, en Europa el 29 de septiembre de 1995 y en Australia el 15 de noviembre de 1995. Como consola de quinta generación, PlayStation compitió principalmente con Nintendo 64 y el Sega Saturn.
Sony comenzó a desarrollar la PlayStation después de un acuerdo fallido con Nintendo para crear un periférico de CD-ROM para Super Nintendo Entertainment System a principios de la década de 1990. La consola fue diseñada principalmente por Ken Kutaragi y Sony Computer Entertainment en Japón, mientras que el desarrollo adicional se subcontrató en el Reino Unido. Se puso énfasis en los gráficos de polígonos en tercera dimensión al frente del diseño de la consola. La producción de juegos de PlayStation fue diseñada para ser optimizada e inclusiva, atrayendo el apoyo de muchos desarrolladores externos.
La consola resultó popular por su extensa biblioteca de juegos, franquicias populares, un precio competitivo y marketing juvenil agresivo que la anunciaba como la consola preferible para adolescentes y adultos. Las franquicias Premier de PlayStation incluyeron Gran Turismo, Wipeout, Crash Bandicoot, Spyro, Tomb Raider, Resident Evil, Metal Gear Solid, Tekken, y Final Fantasy, todas las cuales generaron numerosas secuelas. Los juegos de PlayStation continuaron vendiéndose hasta que Sony cesó la producción de PlayStation y sus juegos el 23 de marzo de 2006, más de once años después de su lanzamiento y menos de un año antes del debut de PlayStation 3. Se lanzaron un total de 3 061 juegos de PlayStation, con ventas acumuladas de 967 millones de unidades.
La PlayStation marcó el ascenso de Sony al poder en la industria de los videojuegos. Recibió elogios y se vendió con fuerza; en menos de una década, se convirtió en la primera plataforma de entretenimiento informático en comercializar más de 100 millones de unidades. Su uso de discos compactos anunció la transición de la industria de los juegos de los cartuchos. El éxito de la PlayStation llevó a una línea de sucesores, comenzando con PlayStation 2 en 2000. En el mismo año, Sony lanzó un modelo más pequeño y económico, PSOne.

## Historia

### Trasfondo
La PlayStation fue concebida por Ken Kutaragi, un ejecutivo de Sony que dirigía una división de ingeniería de hardware y más tarde fue apodado «el padre de la PlayStation». El interés de Kutaragi en trabajar con videojuegos surgió al ver a su hija jugar en la Famicom de Nintendo. Kutaragi convenció a Nintendo de usar su procesador de sonido SPC-700 en el Super Nintendo Entertainment System —SNES— a través de una demostración de las capacidades del procesador. Su voluntad de trabajar con Nintendo se derivó tanto de su admiración por la Famicom como de su convicción de que las consolas de videojuegos habrían de convertirse en los principales sistemas de entretenimiento para uso doméstico. Aunque Kutaragi estuvo a punto de ser despedido porque trabajaba con Nintendo sin el conocimiento de Sony, el presidente Norio Ohga reconoció el potencial del chip de Kutaragi y decidió mantenerlo como protegido.
El inicio de la PlayStation se remonta a una empresa conjunta de 1988 entre Nintendo y Sony. Nintendo había producido tecnología de disquetes para complementar los cartuchos en forma de Family Computer Disk System y quería continuar con esta estrategia de almacenamiento complementario para SNES. Dado que Sony ya había sido contratada para producir el procesador de sonido SPC-700 para SNES, Nintendo contrató a Sony para desarrollar un complemento de CD-ROM, tentativamente titulado «Play Station» o «SNES-CD».
Sony estaba ansioso por hacerse un hueco en el mercado de los videojuegos en rápida expansión. Habiendo sido el principal fabricante del desafortunado formato de computadora doméstica MSX, Sony quería usar su experiencia en electrónica de consumo para producir su propio hardware de videojuegos. Aunque el acuerdo inicial entre Nintendo y Sony consistía en producir un complemento de CD-ROM, Sony también había planeado desarrollar una consola de la marca Sony compatible con SNES. Esta iteración estaba destinada a ser más un sistema de entretenimiento en el hogar, reproduciendo tanto cartuchos SNES como un nuevo formato de CD llamado «Super Disc», que diseñaría Sony. Según el acuerdo, Sony conservaría los derechos internacionales exclusivos de todos los títulos de Super Disc vendidos, lo que otorgaría a la empresa un alto grado de control a pesar de la posición de liderazgo de Nintendo en el mercado de los videojuegos. Además, Sony también sería el único beneficiario de las licencias relacionadas con software de música y películas que había estado buscando agresivamente como una aplicación secundaria.
La PlayStation se iba a anunciar en el Consumer Electronics Show (CES) de 1991 en Las Vegas. Sin embargo, el expresidente de Nintendo, Hiroshi Yamauchi, desconfiaba del creciente apalancamiento de Sony en este punto y consideró inaceptable el contrato original de 1988 al darse cuenta de que esencialmente le otorgaba a Sony el control de todos los juegos escritos en el formato de CD-ROM de SNES. Aunque Nintendo dominaba el mercado de los videojuegos, Sony poseía un departamento superior de investigación y desarrollo. Queriendo proteger la estructura de licencias existente de Nintendo, Yamauchi canceló todos los planes para el CD adjunto de Nintendo-Sony SNES sin decirle a Sony. Envió al presidente de Nintendo of America Minoru Arakawa —su yerno— y al presidente Howard Lincoln a Ámsterdam para formar un contrato más favorable con el conglomerado neerlandés Philips, el rival de Sony. Este contrato daría a Nintendo control total sobre sus licencias en todas las máquinas producidas por Philips.
Kutaragi y Nobuyuki Idei, el director de relaciones públicas de Sony en ese momento, se enteraron de las acciones de Nintendo dos días antes de que comenzara el CES. Kutaragi telefoneó a numerosos contactos, incluido Philips, sin éxito. El primer día del CES, Sony anunció su asociación con Nintendo y su nueva consola, la PlayStation. A las 9 a. m. del día siguiente, en lo que se ha llamado «la mayor traición jamás vista» en la industria, Howard Lincoln subió al escenario y reveló que Nintendo ahora estaba aliada con Philips y abandonaría su trabajo con Sony.

## Descripción
- Forma: Tiene la forma de un prisma rectangular de color gris y destaca por su diseño compacto y ligero. Con el lanzamiento de la PSOne, la PlayStation redujo aún más su tamaño y peso, los bordes extremos se curvaron más y el color fue un gris más claro en comparación con el original.

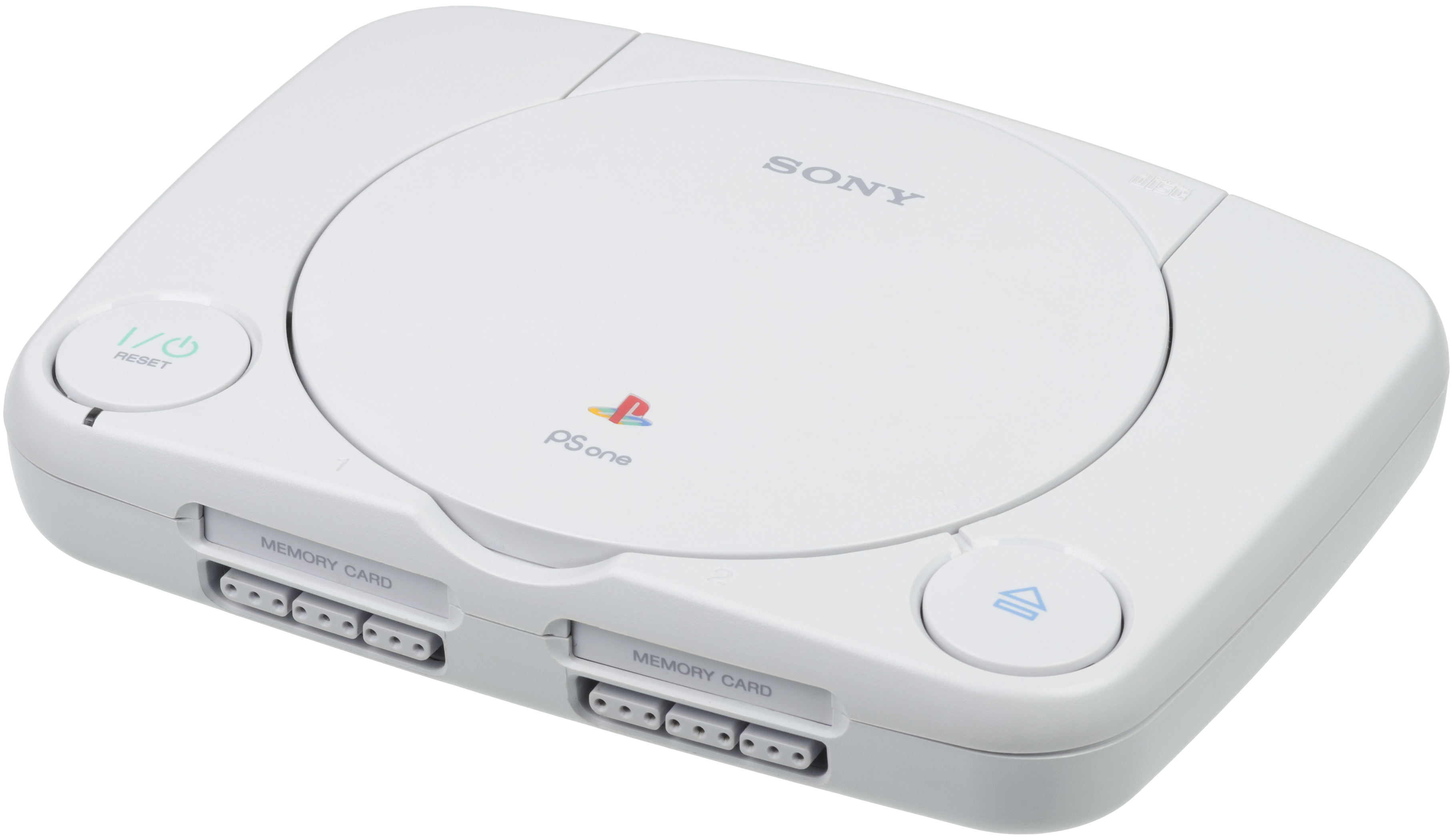
La PlayStation One o "PSOne" fue la segunda versión de la PlayStation.

- Parte superior: Allí está el lector de discos, se ubican los botones de encendido y apagado y el de reinicio (reset), por último está el botón para abrir la tapa del lector de CD. En la versión PlayStation One, el botón de reinicio es corregido tal como se conoció en el original PlayStation y este botón es reubicado en la parte de encendido.
- Parte frontal: En la parte frontal de la consola, está un par de ranuras para conectar los mandos y en la parte superior se ubican dos ranuras para insertar las Tarjetas de Memoria (Memory Cards en inglés). En la quinta generación de videojuegos, aparecieron muchos juegos largos; ya fue un requisito tener las tarjetas de memoria para guardar los avances de los juegos o cualquier personalización de un juego.
- Parte trasera: En ese lugar está un puerto paralelo (que Sony eliminó en las últimas versiones de la consola, presuntamente para combatir la piratería de sus juegos porque existen accesorios que, una vez conectados al mismo, permiten eludir las protecciones del sistema y ejecutar juegos no originales), un puerto serie, la entrada de alimentación y la salida de A/V. Al quitarla, pensaron que consiguieron combatir la piratería, lo que no funcionó y se pudo combatirla por otros sistemas (por el implante de chips o conexión de cables internos, eso en caso de que el chip fue compatible con todos los juegos piratas).
- Partes laterales: La consola tiene unas pequeñas rejillas de ventilación que permiten la disipación del calor. Se recomendó dejar las partes laterales libres de algún objeto que obstruya la ventilación para así evitar los sobrecalentamientos.
- Parte inferior: En la parte inferior hay unas rejillas de ventilación; también se ubican los tornillos que sujetan la carcasa y finalmente, están las etiquetas de información de la consola.

## Especificaciones técnicas
| tipo                         | DATOS | DATOS | Imagen |
| ---------------------------- | --- | --- | ------ |
| CPU                          | - Sony CXD8530BQ basado en R3000A, de 32 bits RISC con tecnología licenciada de Silicon Graphics y contiene, en el mismo chip, el Motor de Transferencias Geométricas y el Motor de - Motor de Transferencias Geométricas (GTE): Está dentro del chip del procesador; es el encargado de la renderización de los gráficos tridimensionales - Capacidad de procesamiento gráfico: - 360.000 polígonos de sombreado plano por segundo. - 180.000 polígonos con mapeado de texturas por segundo.                   | 33,8688 MHz. |        |
| CPU                          | Foundry | LSI Logic Corp |        |
| CPU                          | Arquitectura | MIPS |        |
| CPU                          | cache L1 | 5 KB |        |
| CPU                          | transistores | 850k – 1M |        |
| CPU                          | Capacidad de cálculo: | 66 MIPS |        |
| CPU                          | Proceso de litografia | 0.5 micron (500 nm) |        |
| CPU                          | velocidad de bus | 132 MB/s |        |
| CPU                          | Tamaño del chip | - CXD8530AQ 128 mm² - CXD8530Q 128 mm² - CXD8530BQ 66 mm² - CXD8530CQ 66 mm² - CXD8606Q 66 mm² - CXD8606AQ 26.5 mm² - CXD8606BQ 26.5 mm² - CXD8606CQ 26.5 mm² |        |
| Motor de Compresión de Datos | También ubicado dentro del chip del procesador; es el responsable de la descompresión de la información de los juegos | - Compatible con archivos MPEG-1 y H.261 - Capacidad de cálculo: 80 MIPS - Directamente conectado al bus de la CPU (computadora) |        |
| Descompresión de Datos       | - Capacidad de cálculo de 30 MIPS - Ancho de banda del bus de 132 megabytes por segundo - Caché de instrucciones de 4 kilobytes - Caché de datos de 1 kilobytes | - Capacidad de cálculo de 30 MIPS - Ancho de banda del bus de 132 megabytes por segundo - Caché de instrucciones de 4 kilobytes - Caché de datos de 1 kilobytes |        |
| Memoria:                     | Memoria RAM: EDO DRAM 2 MB | Memoria RAM: EDO DRAM 2 MB |        |
| Memoria:                     | VRAM: | - Tamaño: 1 MB - Bus de memoria: 32 bit - velocidad: 33 MHz - Bandwidth: 132.0 MB/s |        |
| Memoria:                     | Memoria RAM de sonido: | 512 kilobytes |        |
| Memoria:                     | Buffer para CD-ROM: | 32 kilobytes |        |
| Memoria:                     | Memoria ROM del BIOS: | 512 kilobytes |        |
| Memoria:                     | Memory Card | EEPROM de 128 kilobytes |        |
| Unidad de lectura            | - Velocidad de lectura de 2 veces (300 kilobits por segundo como máximo en transferencia de datos) - Compatible con el formato CD-XA | - Velocidad de lectura de 2 veces (300 kilobits por segundo como máximo en transferencia de datos) - Compatible con el formato CD-XA |        |
| Dimensiones:                 | Dimensiones | 270 mm (anchura) x 60 milímetros (altura) x 188 milímetros (fondo) |        |
| Dimensiones:                 | Peso | 1,2 kg |        |
| GPU                          | Sony CXD8514Q se encarga de procesar toda la información de gráficos en dos dimensiones. | Sony CXD8514Q se encarga de procesar toda la información de gráficos en dos dimensiones. |        |
| GPU                          | - Tablas de búsqueda de colores ilimitadas - Capacidad de procesamiento gráfico: 4000 sprites de 8×8 píxeles, con escala y giro individual - Puede manejar entornos simultáneos - Puede hacer sombreado plano o sombreado Gouraud, y mapeado de texturas | |        |
| GPU                          | colores | - Profundidad de color máxima de 16 777 216 colores (color verdadero de 24 bits) - 57 344 (256 × 224) a 153 600 (640 × 240) colores en pantalla - Tablas de búsqueda de colores ilimitadas (CLUT) - 32 niveles de transparencia - Todos los cálculos se realizan con una precisión de 24 bits |        |
| GPU                          | Resolucion | - Progresivo: 256×224 to 640×240 pixels - enterlacado: 256×448 to 640×480 pixels |        |
| GPU                          | Frame Buffer ajustable | |        |
| GPU                          | Tamaño del Die | 128 mm² |        |
| GPU                          | Foundry | Sony |        |
| GPU                          | Proceso de litografia | 600 nm |        |
| GPU                          | Pixel Shaders | 2 |        |
| GPU                          | Vertex Shaders | 1 |        |
| GPU                          | TMUs | 3 |        |
| GPU                          | ROPs | 1 |        |
| GPU                          | velocidad del GPU | 53 MHz |        |
| GPU                          | TDP | - SCPH-100x = 10.5W - SCPH-300x = 10.5W - SCPH-500x = 9.8W - SCPH-550x = 19.0W |        |
| Salida de video              | salida de video propietaria analógica Multi AV que se vendía para. RCA, Y/C, RGB y RF con resolución máxima 256x240 los primeros modelos tenían salidas de video adicionales en conectores separados para svideo, Multi AV, RCA y RF | salida de video propietaria analógica Multi AV que se vendía para. RCA, Y/C, RGB y RF con resolución máxima 256x240 los primeros modelos tenían salidas de video adicionales en conectores separados para svideo, Multi AV, RCA y RF |        |
| I/O                          | - Una unidad lectora de discos CD-ROM - Par de puertos para mandos de control - Un puerto paralelo, ubicado en la parte trasera (corregido en los últimos modelos de la consola) - Un puerto serie, ubicado en la parte trasera de la consola - Par de ranuras destinadas a las tarjetas de memoria - Una salida analógica de uso múltiple, RF, Compuesto, S-Video y RGBs - Una entrada de alimentación corriente alterna, de 220-240 V (120 voltios en la versión norteamericana y 100 en la versión japonesa) | - Una unidad lectora de discos CD-ROM - Par de puertos para mandos de control - Un puerto paralelo, ubicado en la parte trasera (corregido en los últimos modelos de la consola) - Un puerto serie, ubicado en la parte trasera de la consola - Par de ranuras destinadas a las tarjetas de memoria - Una salida analógica de uso múltiple, RF, Compuesto, S-Video y RGBs - Una entrada de alimentación corriente alterna, de 220-240 V (120 voltios en la versión norteamericana y 100 en la versión japonesa) |        |
| Sonido                       | Encargado de procesar el sonido - Puede manejar fuentes ADPCM con 24 canales y hasta 44,1 kHz - Puede procesar efectos digitales como: - Modulación de tono (Pitch) - Cubierta - Enlace - Reverberación digital - Puede procesar hasta 512 kilobytes de muestras waveforms - Soporte para instrumentos MIDI | Encargado de procesar el sonido - Puede manejar fuentes ADPCM con 24 canales y hasta 44,1 kHz - Puede procesar efectos digitales como: - Modulación de tono (Pitch) - Cubierta - Enlace - Reverberación digital - Puede procesar hasta 512 kilobytes de muestras waveforms - Soporte para instrumentos MIDI |        |
| Energia                      | - 100 V AC (NTSC-J); - 120 V AC (NTSC-U/C) - 220–240 V AC (PAL) - 7.5 V DC 2 A (PSone) | - 100 V AC (NTSC-J); - 120 V AC (NTSC-U/C) - 220–240 V AC (PAL) - 7.5 V DC 2 A (PSone) |        |

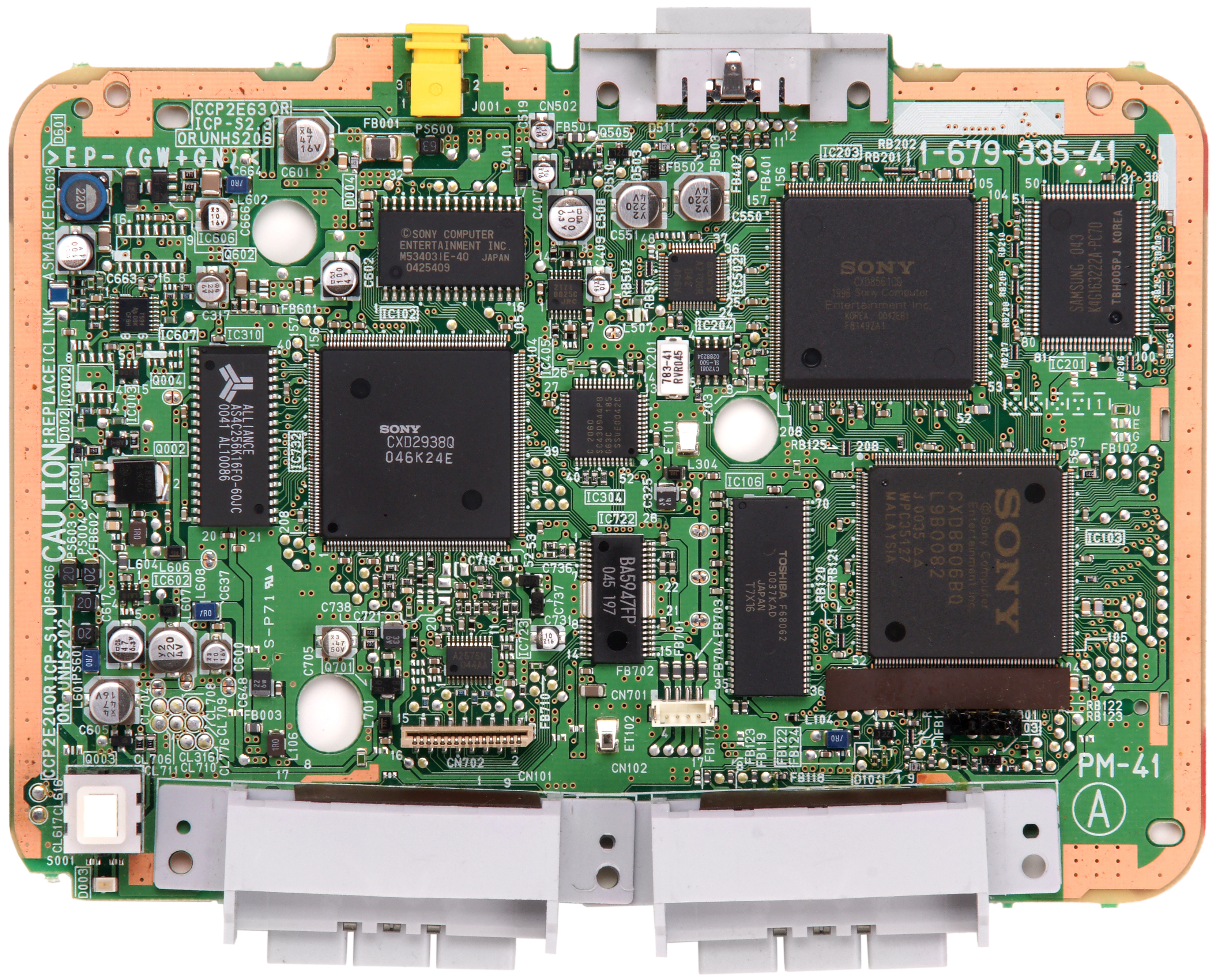
PSone  2
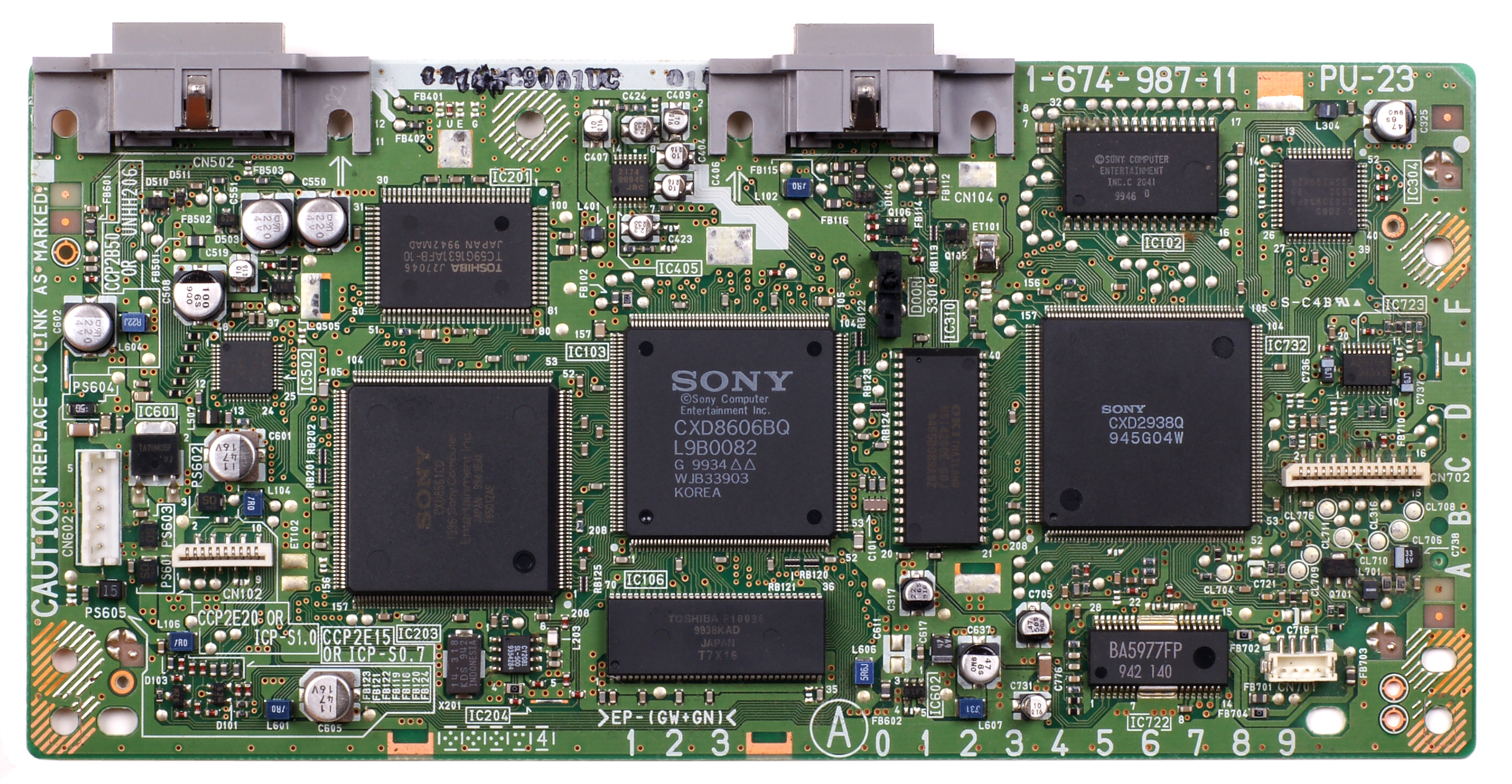
Sony Playstation 1 SCPH-9001
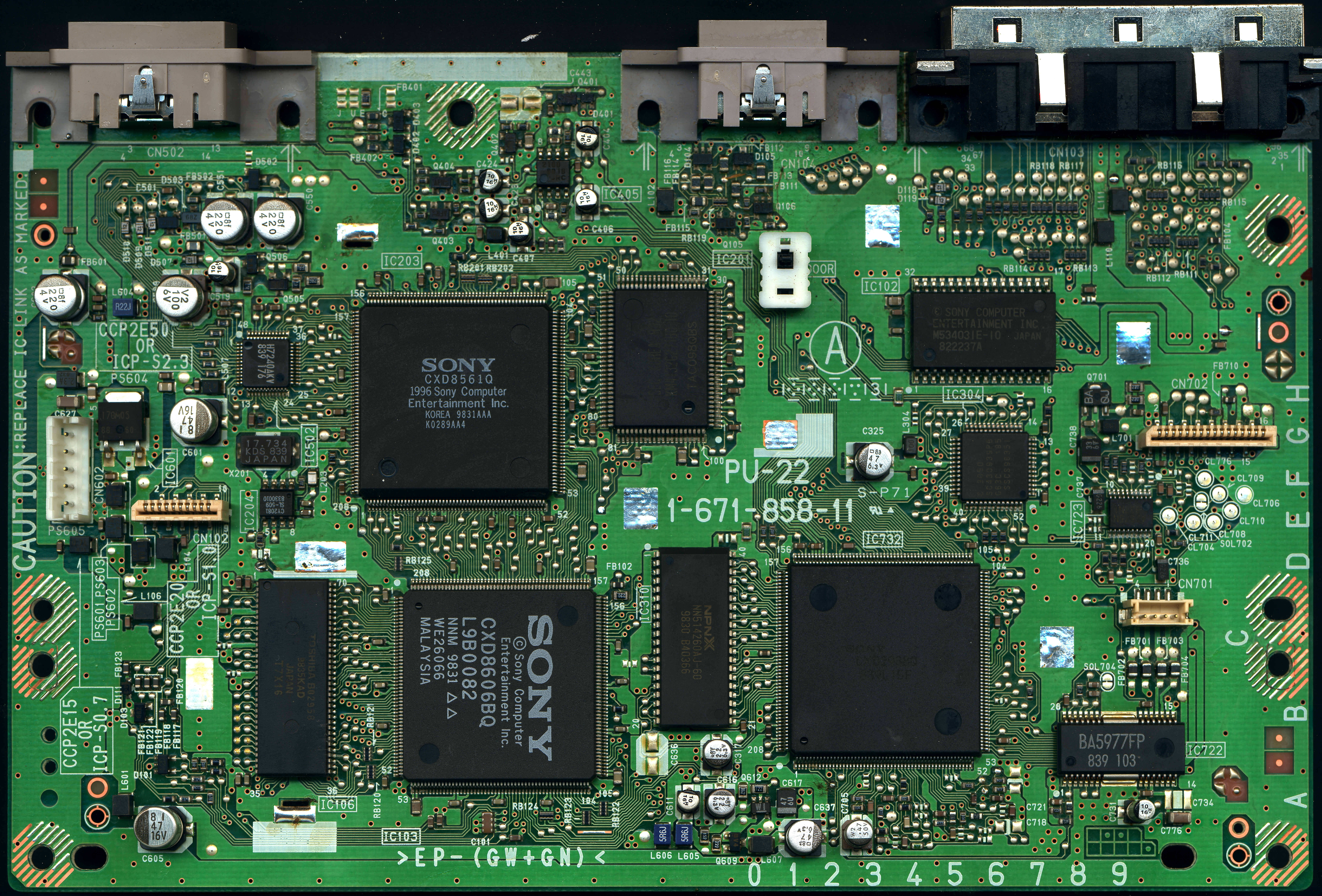
Sony Playstation 1 SCPH-7502
Sony Playstation 1 SCPH-7002
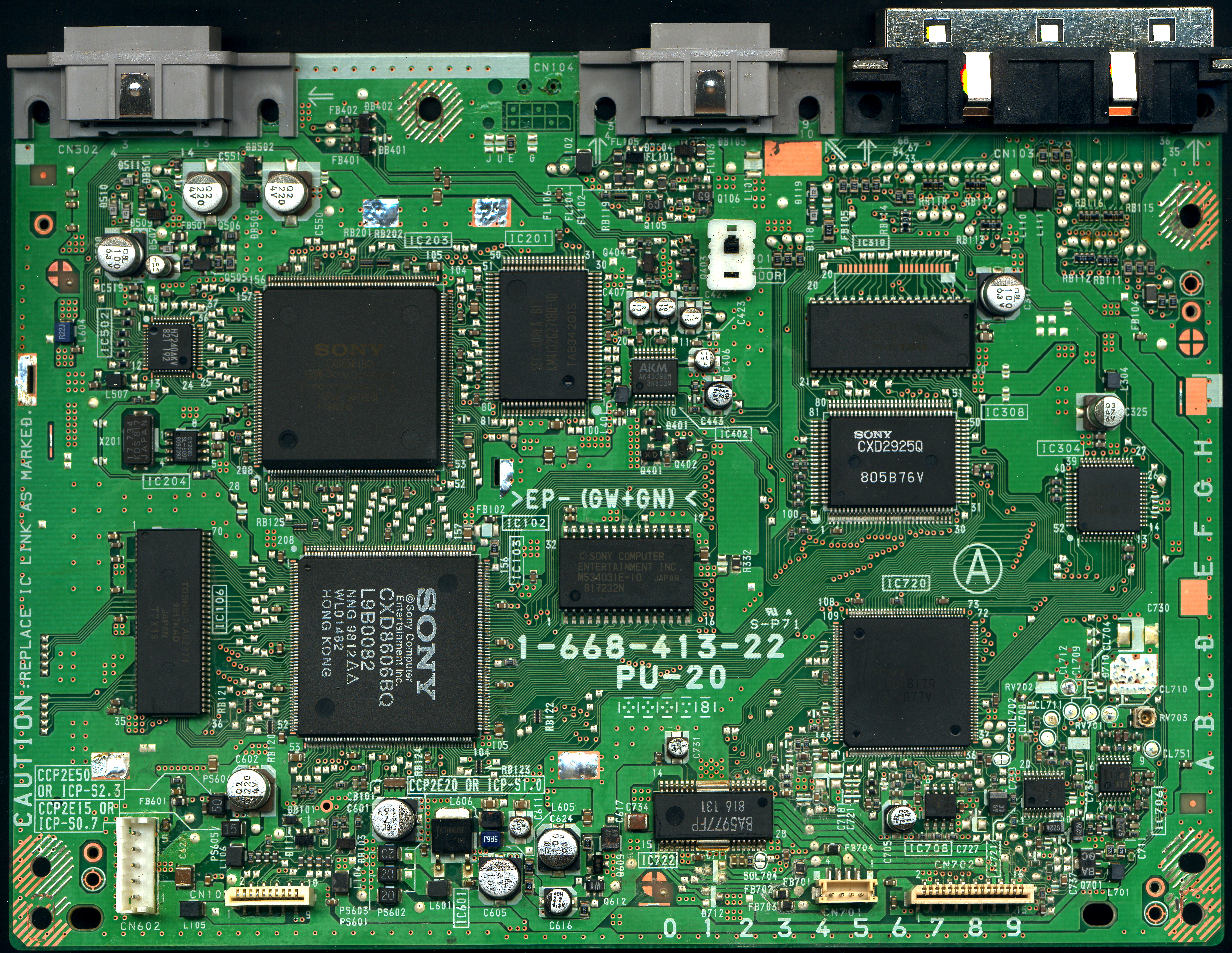
Sony Playstation 1 SCPH-7002b
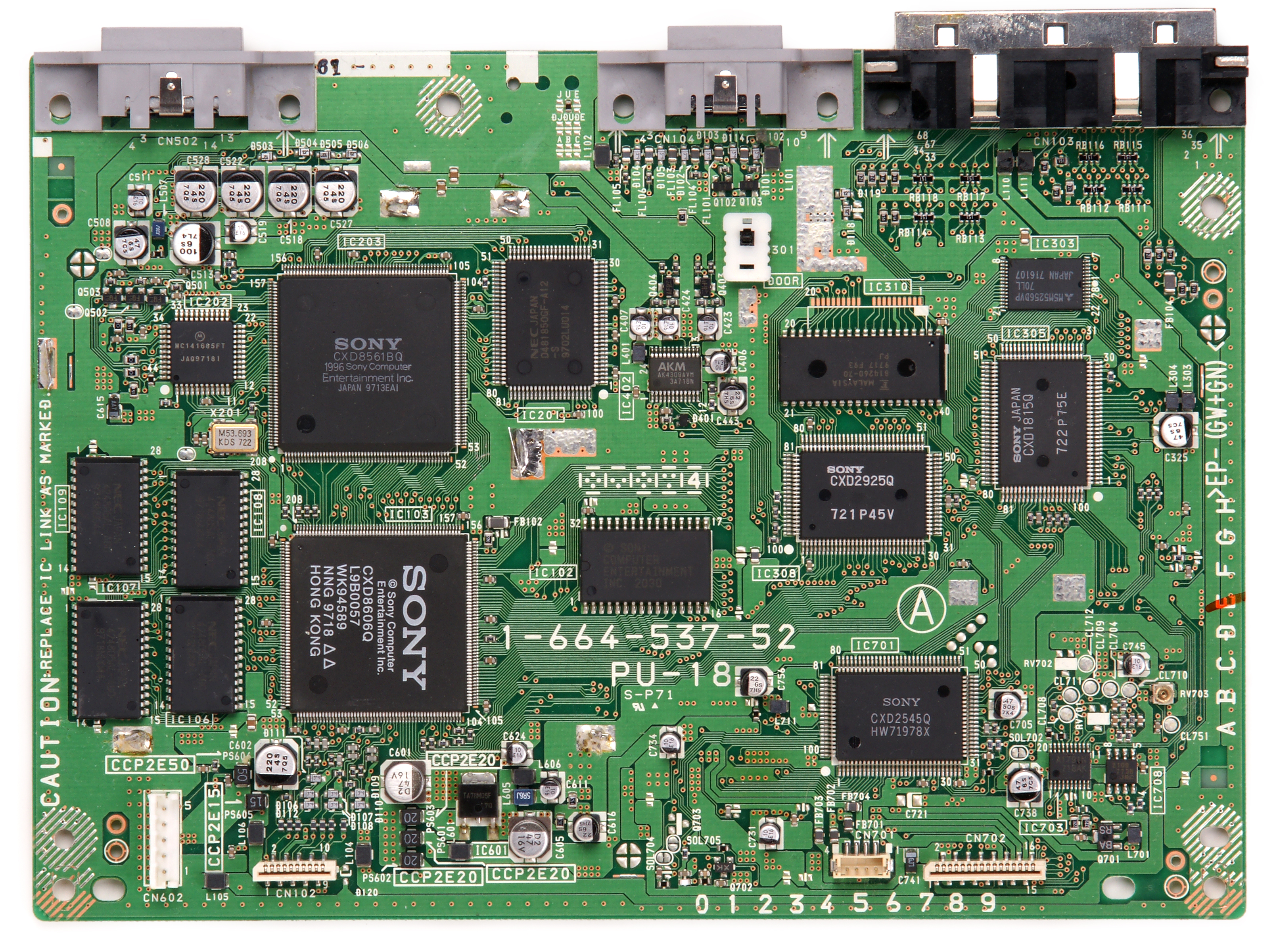
PSX-SCPH-5001
Sony Playstation 1 SCPH-1002
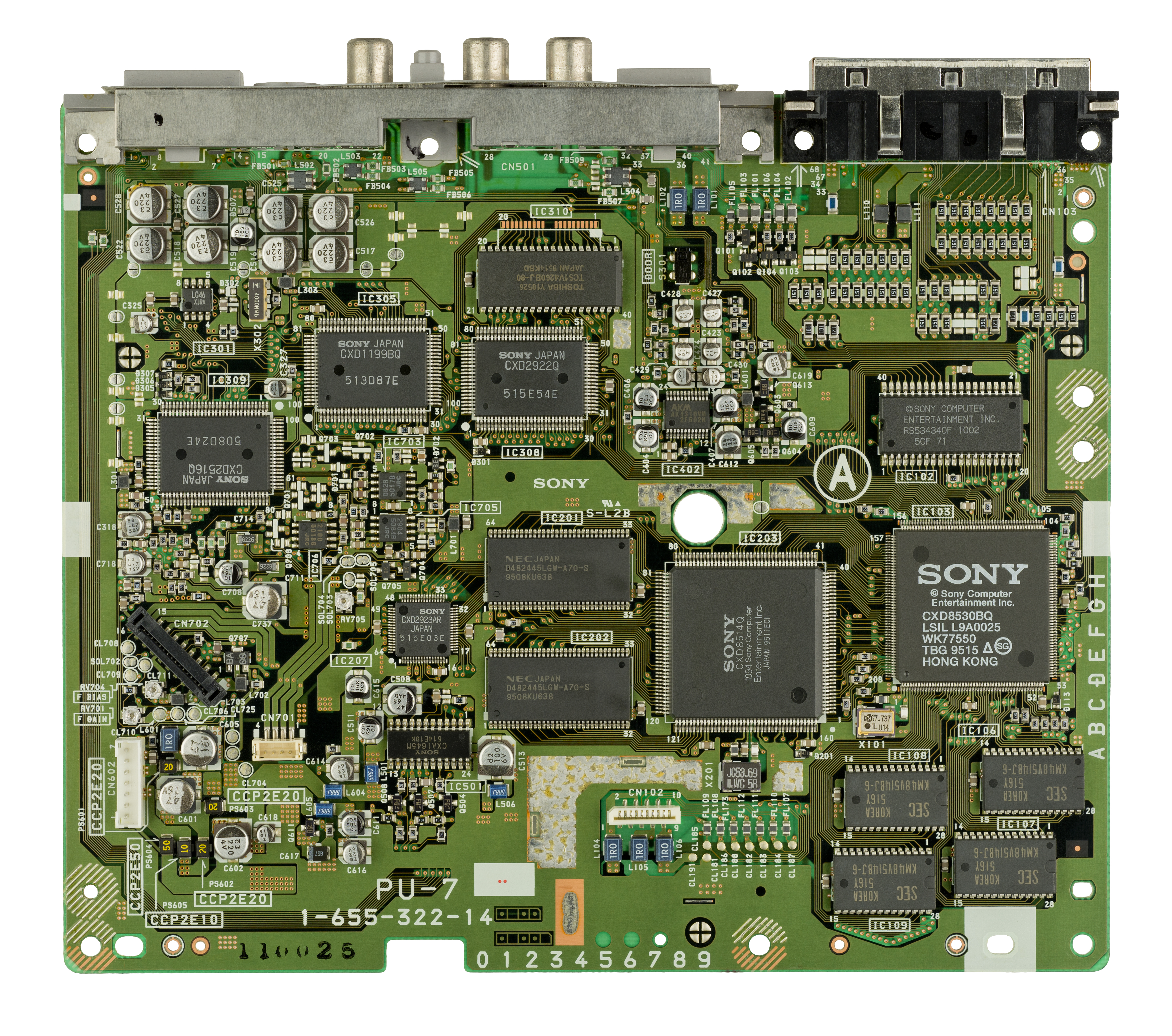
Sony PlayStation SCPH 1000 (primer modelo)

## Accesorios y periféricos

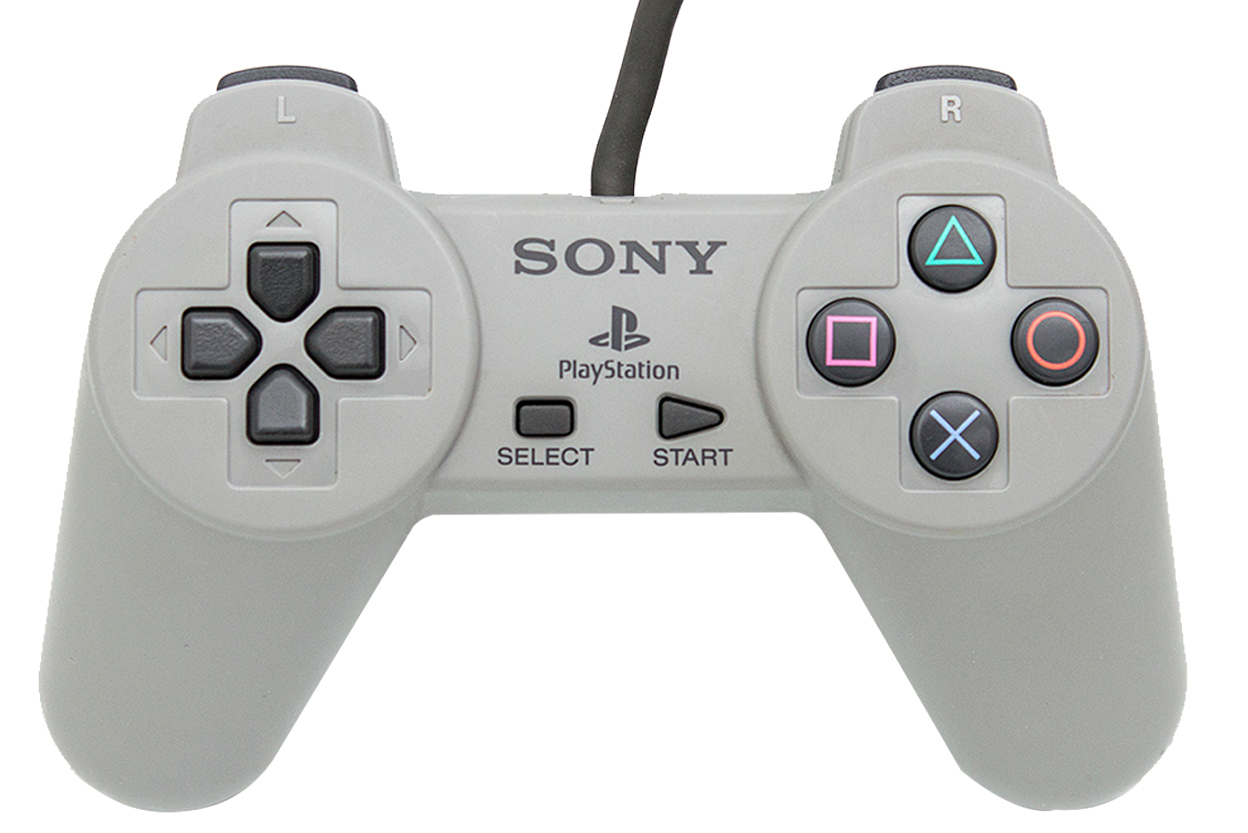
Mando Digital (mando original de la PlayStation).

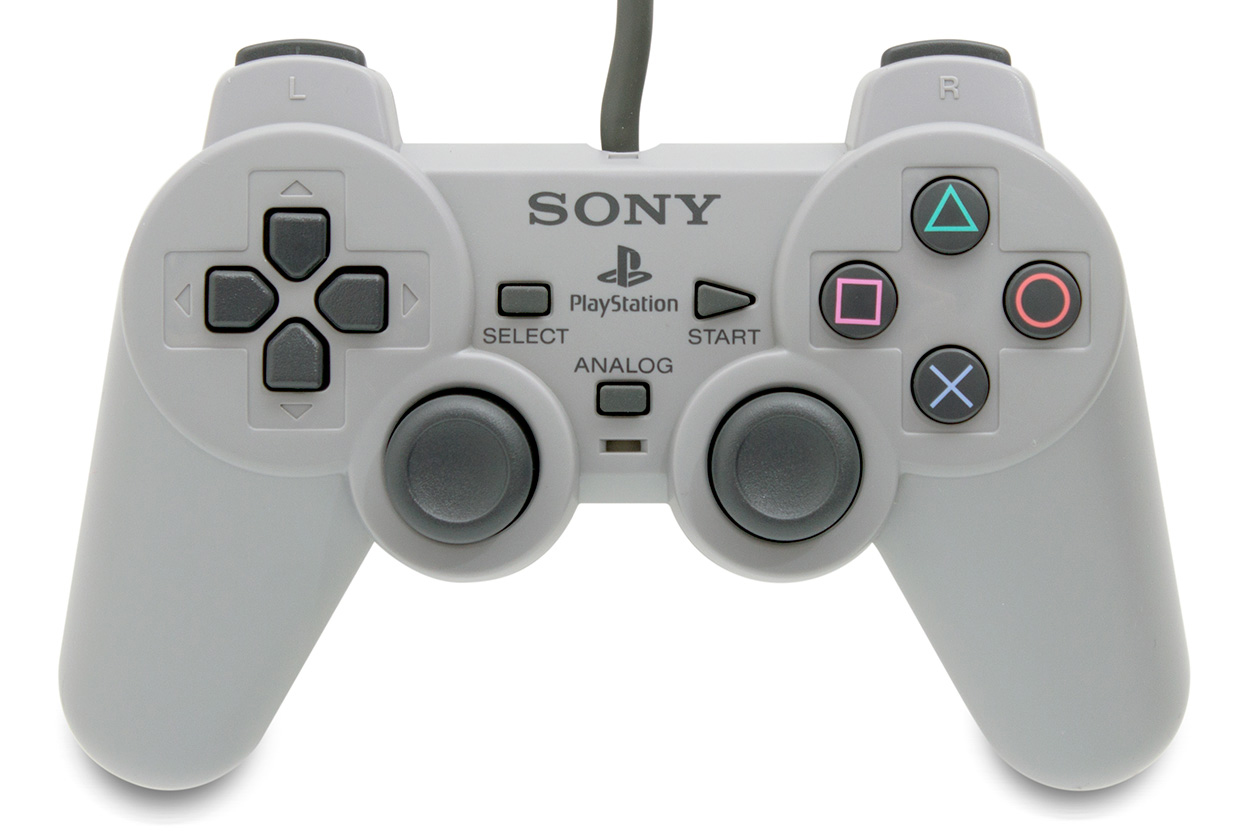
Mando DualAnalog con pads análogos, sin vibradores (a excepción de las versiones para Japón) y con los stick parecidos a los del DualShock 4 y el DualSense.

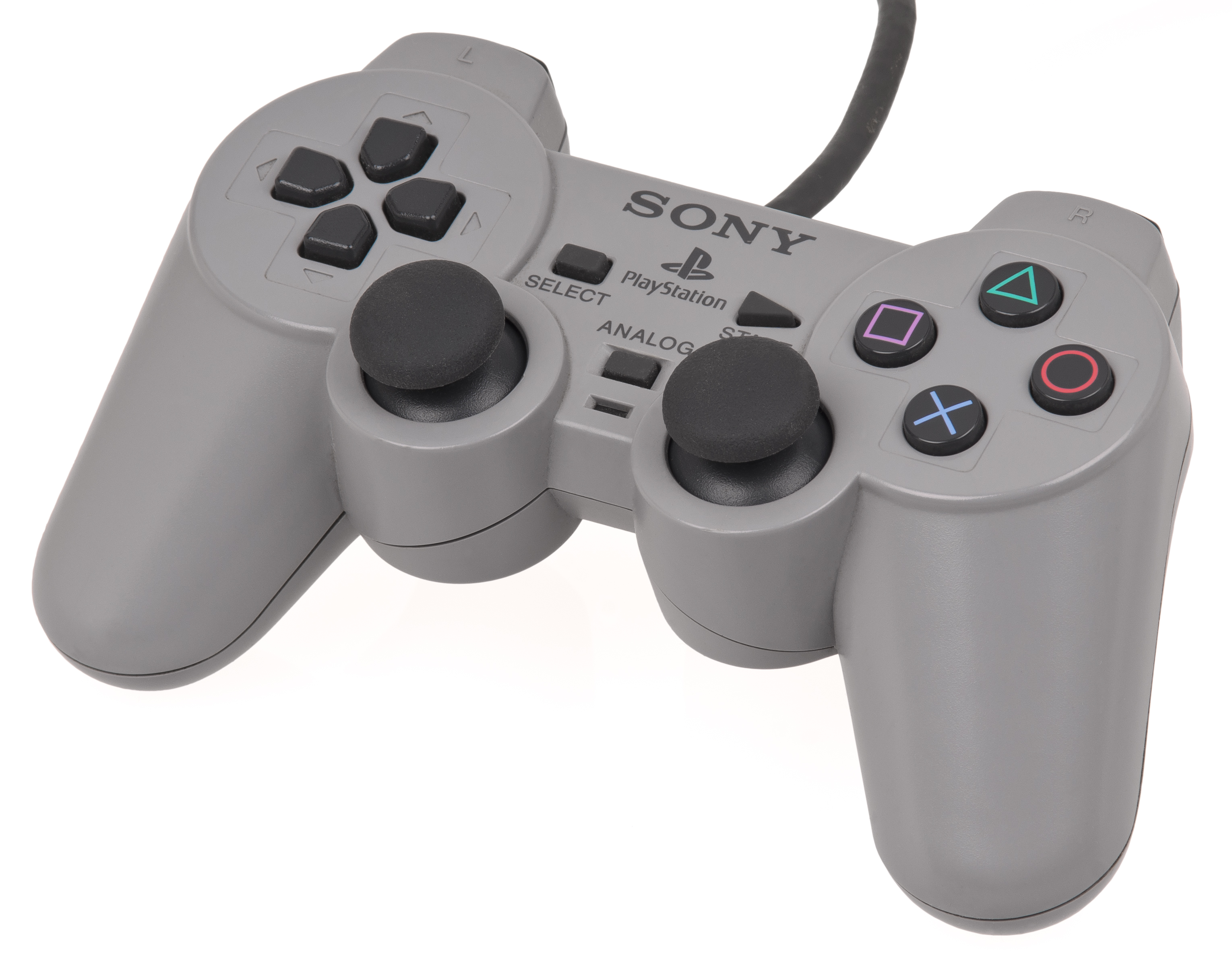
Mando DualShock, ahora incorporando doble motor vibrador.

- Mando DualDigital (oficialmente apodado Controlador de PlayStation): En un principio, la PlayStation no tuvo un mando analógico porque hubo muy pocos juegos en 3D. Posteriormente, después de aparecer el Nintendo 64 en el mercado y su mando con joystick central, Sony desarrolló un mando analógico para los juegos en 3D. Se fabricó con un tamaño mayor que el original, fue equipado con un par de pads analógicos uno para el movimiento y el otro para observar el entorno del juego, junto con la función de vibración en su siguiente versión apodada DualShock.

- Mando DualAnalog: fue el segundo mando oficial para la PlayStation (no confundir con DualShock). Añadió los 2 joysticks análogos, y además tuvo vibración, pero está última funciona pésimamente en algunas unidades, y no tiene los botones L3 ni R3. Fue retirado del mercado a mediados de 1998.

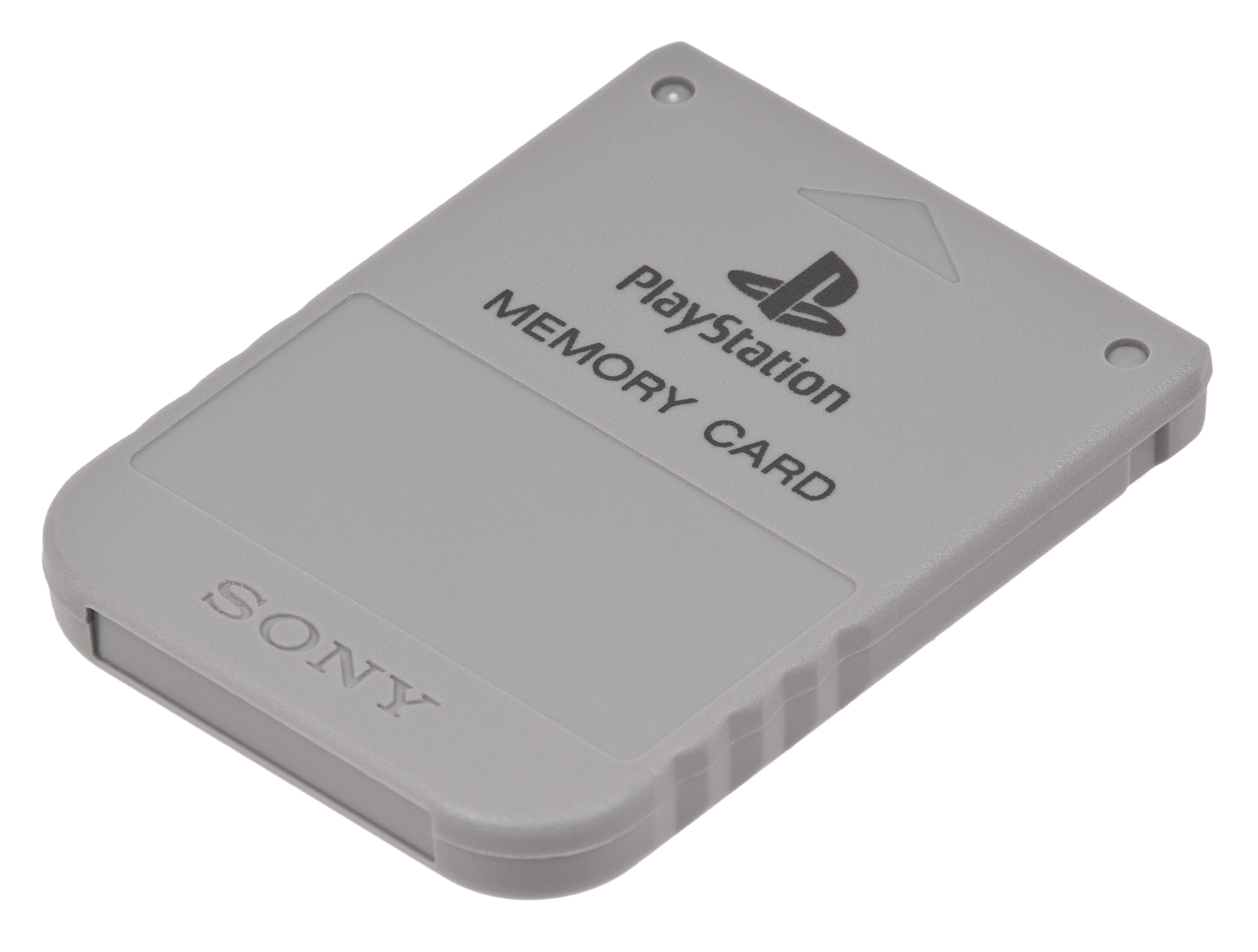
Memory Card.

- Memory Card: Creada para poder almacenar las partidas de diversos juegos, como los juegos fueron muy largos y se tardó muchísimo en completarlos. La Memory Card fue fundamental para los jugadores. Además, esta solo tuvo un espacio limitado de 120 kilobytes (y no 1 megabyte como mucha gente suele confundir, que en ese caso serían 1024 kilobytes, y dicho almacenamiento no lo soportan las Memory Cards oficiales de esta consola), pero según fue pasando el tiempo, se lanzaron versiones de compañías de terceros de más capacidad.

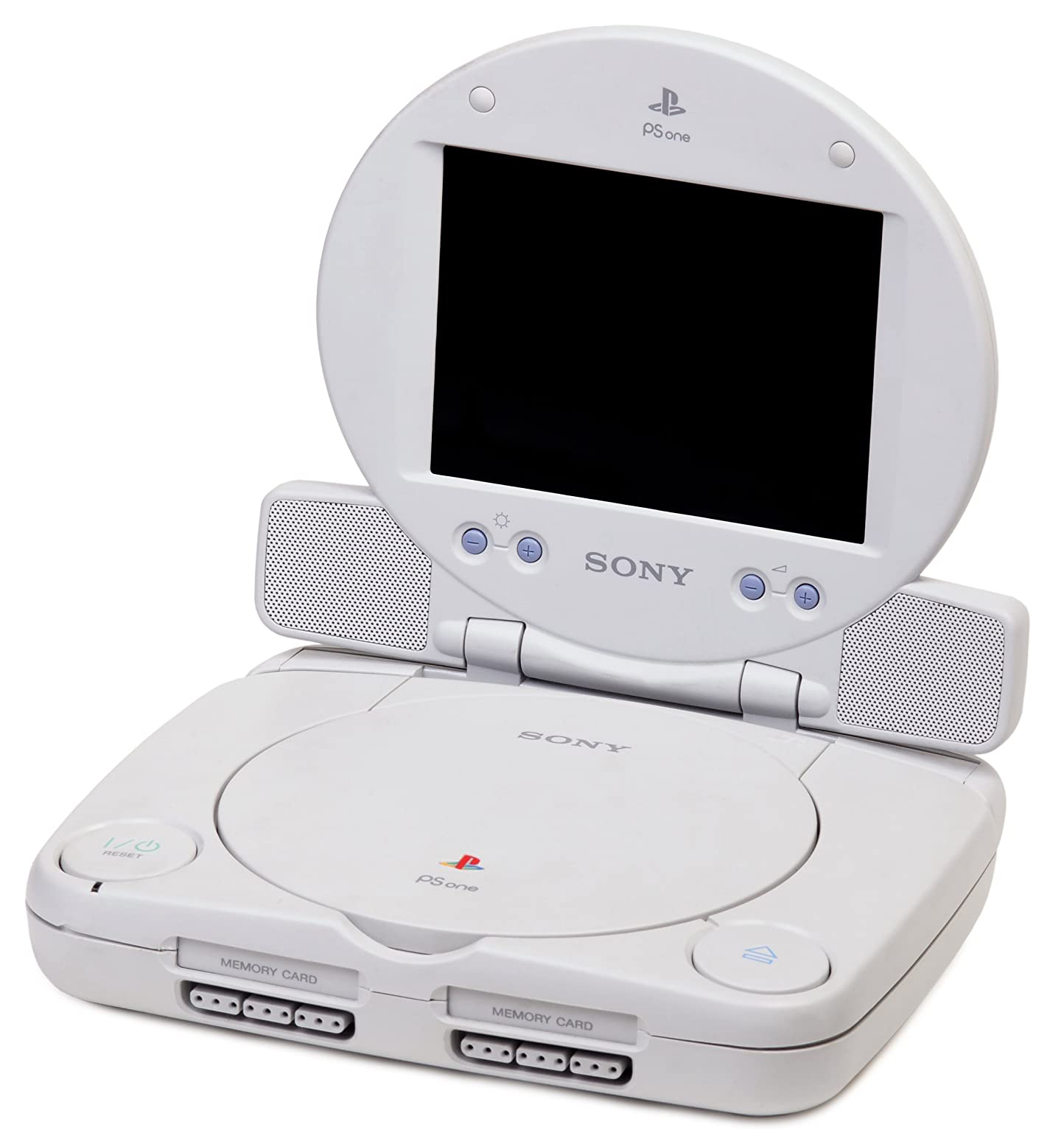
PSOne modelo SCPH-101, con una pantalla LCD (vendida por separado).

- Pantalla LCD: Es una pantalla que se atornilla detrás del modelo slim de la consola (PSOne), y ofrece una alta calidad sonora y visual, con unos botones para aumentar y bajar el brillo y volumen de la pantalla, además de poseer entrada para auriculares jack 3.5, y tener integradas las entradas de video y corriente de la consola, sin necesidad de desatornillar este accesorio de la PSOne.
- Multitap: Fue creado para que puedan jugar más de 2 jugadores juntos en un solo juego. Tiene un cable que tiene una salida igual a la de los controles y posee 4 entradas de control (A, B, C y D). Va colocado en las mismas ranuras donde se conectan los controles, usualmente sin importar la ranura que sea (1 o 2), conectado en la ranura 1 el comando aparece como 1-A,1-B,1-C y 1-D siendo lo mismo en la ranura 2, 2-A,2-B,2-C y 2-D sirviendo esto para distinguir unos comandos de otros, así consiguiendo conectar hasta 8 de ellos. Cada ranura de control que contiene tiene una entrada de Memory Card, esto para que cada jugador cargue su configuración. Funciona en ambas consolas (PlayStation y PlayStation One). Son pocos los juegos que se pueden jugar con cuatro u ocho jugadores. Entre ellos, destacan:
  - Crash Bash
  - Crash Team Racing
  - Micro Machines V3
  - Street Racer
  - Winning Eleven
  - WWE
  - Pro Evolution Soccer y FIFA Football

## Catálogo de videojuegos
El último videojuego publicado para PlayStation fue FIFA Football 2005, el 12 de octubre de 2004 en los Estados Unidos, Hugo: Black Diamond Fever en 2005 para Europa, y Legendary Hits: Dewprism en el 2007 (aunque es un juego de 1999) para Japón.

## Versiones
- PlayStation original: De color gris, comprendió en un aparato de tamaño relativamente amplio y diseño rectangular, puertos para un par de mandos de control, un par de tarjetas de memoria, un puerto serie, un puerto paralelo, salida analógica de Audio/Vídeo y una ranura para moduladores de radio frecuencia. Apodada abreviadamente PS0. A causa del nombre del prototipo realizado para Nintendo, llamado PlayStation X, es fácilmente confundida con la PS0 (no confundir con el sistema multimedia PSX que publicaría Sony posteriormente en el Japón).[38]
- PlayStation Video CD: En 1997, Sony lanzó el modelo SCPH-5903 de la consola, que incluyó capacidad para reproducir discos en formato VideoCD 2.0 (VCD). Solo fue distribuido en Asia.
- PlayStation Net Yaroze (DLT-H300x): Un poco más costoso que la original y de color negro en vez del usual gris. Tuvo herramientas e instrucciones que te permitieron programar juegos y aplicaciones para PlayStation sin necesidad de un kit de desarrollo completo, que podría costar varias veces el precio de tal consola, además de necesitar permiso de Sony.
- PSOne: Sony otorga más tiempo de vida a su producto PlayStation como resultado del gran éxito obtenido. Asimismo, lanza una versión más barata al mercado, disminuyendo el tamaño del equipo, algo similar a lo que hizo Nintendo con el NES y el SNES. Fue lanzada a la venta en el 2000 junto a su sucesora, la PlayStation 2. La PSOne tiene menor peso y dimensiones, tiene los mismos botones y puertos para tarjetas de memoria y botones de acción en los mandos de control. Sin embargo, ya no tiene el puerto serie ni el puerto paralelo de la original. Además, la fuente de alimentación pasa a ser externa para disminuir aún más el tamaño de la consola, también se quitó el botón Reset y su función solo funciona al presionar el botón Power dos veces. Aun así, este modelo aparte de salir en el 2000 junto a la PS2, es compatible con los mandos DualShock 2 en todas sus versiones.
- PlayStation Classic: Versión en miniatura de la PlayStation original que tiene 20 videojuegos precargados, dos mandos de juego y una ranura para conexión HDMI. Es un 45% más pequeña que la consola original, y fue lanzada internacionalmente el 3 de diciembre de 2018. Algunos de los videojuegos varían según la región.[39]

## Sistemas dearcadebasados en la arquitectura del sistema
- Sony (ZN-1) y (ZN-2)
- Namco (Namco System 11) y (Namco System 12)
- Taito FX-1
- Konami SYSTEM 573
- Konami BEMANI Systems
- Tecmo TPSI-7 (Tecmo Play System)

## Codificaciones más comunes delsoftware
- SLES (Sony Computer/Licensed Europe Software) PAL (Europa).
- SLUS (Sony Computer/Licensed United States) NTSC-U (Estados Unidos).
- SCUS (Sony Computer/Licensed All Regions) MultiSelector (PAL/NTSC).
- SLPM (Sony Computer/Licensed PlayStation) NTSC-J (Japón).

### Citas
1. ↑  McFerran, 2015, p. 12.
2. 1 2 3 4 5  McFerran, 2015, p. 9.
3. ↑  «Especial. La historia de PlayStation». Playmanía: 19. 2021.
4. ↑  «SIE Business Development». Sony Computer Entertainment. 31 de marzo de 2012. Consultado el 11 de agosto de 2021.
5. ↑  «Gran Turismo Series Shipment Exceeds 50 Million Units Worldwide». Tokio: Sony Computer Entertainment. 9 de mayo de 2008. Archivado desde el original el 26 de mayo de 2008. Consultado el 3 de junio de 2008.
6. ↑  «'Gran Turismo' Series Software Title List». Polyphony Digital. Marzo de 2010. Archivado desde el original el 6 de febrero de 2007. Consultado el 24 de octubre de 2010.
7. ↑  «Efemérides de hoy 3 de diciembre de 2024: ¿Qué pasó el 3 de diciembre?». Antena 3 Noticias. 3 de diciembre de 2024. Consultado el 4 de diciembre de 2024.
8. ↑  Sinclair, Brendan (23 de marzo de 2006). «Sony stops making original PS». GameSpot (en inglés). Indian Land: Red Ventures. Archivado desde el original el 27 de marzo de 2019. Consultado el 2 de octubre de 2015.
9. ↑  «PlayStation 2 Breaks Record as the Fastest Computer Entertainment Platform to Reach Cumulative Shipment of 100 Million Units» (en inglés). Tokio: Sony Computer Entertainment. 30 de noviembre de 2005. Archivado desde el original el 3 de enero de 2006. Consultado el 8 de junio de 2008.
10. 1 2 3 4 5  Ashcraft, Brian (19 de febrero de 2010). «What's The Father of the PlayStation Doing These Days?». Kotaku (en inglés). Bath: Future plc. Archivado desde el original el 1 de octubre de 2021. Consultado el 11 de agosto de 2010.
11. ↑  Magrino, Tom (11 de noviembre de 2009). «'Father of the PlayStation' adopts new start up». GameSpot (en inglés). San Francisco: Red Ventures. Archivado desde el original el 3 de marzo de 2010. Consultado el 11 de agosto de 2010.
12. ↑  Leigh, 2018, p. 188.
13. ↑  Asakura, 2000, p. 28.
14. ↑  Miller, Paul (26 de abril de 2007). «Sony's Ken Kutaragi leaving». Engadget (en inglés). New York City: Verizon Media. Archivado desde el original el 20 de agosto de 2014. Consultado el 19 de agosto de 2014.
15. ↑  Cowan, Danny (25 de abril de 2006). «CDi: The Ugly Duckling». 1UP.com (en inglés). Archivado desde el original el 4 de noviembre de 2012. Consultado el 8 de marzo de 2012.
16. ↑  Nutt, Christian (9 de septiembre de 2010). «Birthday Memories: Sony PlayStation Turns 15». Game Developer (en inglés). Londres: Informa. Archivado desde el original el 6 de marzo de 2022. Consultado el 7 de marzo de 2022.
17. ↑  Hester, Blake (6 de diciembre de 2019). «The history of PlayStation was almost very different». Polygon (en inglés). Washington D.C.: Vox Media. Archivado desde el original el 20 de abril de 2020. Consultado el 17 de septiembre de 2020.
18. ↑  McFerran, 2015, pp. 8–9.
19. 1 2 3  IGN staff (28 de agosto de 1998). «History of the PlayStation». IGN (en inglés). Chicago: Ziff Davis. Archivado desde el original el 25 de enero de 2013. Consultado el 18 de agosto de 2014.
20. ↑  Asakura, 2000, p. 32.
21. ↑  Edge staff (24 de abril de 2009). «The Making Of: PlayStation». Edge (en inglés) (Bath: Future plc). Archivado desde el original el 16 de mayo de 2012. Consultado el 7 de marzo de 2012.
22. ↑  Robinson, Andy (5 de febrero de 2020). «PSOne's Betrayal And Revenge Story». Video Games Chronicle (en inglés). Brighton: Gamer Network. Archivado desde el original el 9 de marzo de 2021. Consultado el 6 de febrero de 2020.
23. 1 2  Ashcraft, Brian (16 de enero de 2012). «The Nintendo PlayStation You Never Got To See». Kotaku (en inglés). Los Ángeles: Univision Communications. Archivado desde el original el 21 de agosto de 2014. Consultado el 20 de agosto de 2014.
24. ↑  Asakura, 2000, pp. 25–26.
25. ↑  McFerran, 2015, pp. 9–10.
26. ↑  Rogers, Henk (1 de octubre de 2013). «Remembering My Friend, Hiroshi Yamauchi». Wired (en inglés). ISSN 1059-1028. Archivado desde el original el 9 de diciembre de 2019. Consultado el 2 de octubre de 2019.
27. 1 2  McFerran, 2015, p. 10.
28. ↑  Asakura, 2000, p. 25.
29. ↑  Donovan, Tristan (23 de junio de 2018). «The story behind Nintendo's betrayal of Sony – and how it created its fiercest rival». VentureBeat (en inglés). Archivado desde el original el 30 de agosto de 2020. Consultado el 11 de septiembre de 2020.
30. ↑  Shapiro, 1991, p. 86.
31. ↑  «CPU - PS1 Developer wiki». www.psdevwiki.com. Consultado el 3 de octubre de 2024.
32. ↑  «PlayStation Architecture | A Practical Analysis». The Copetti site (en inglés). 8 de agosto de 2019. Consultado el 2 de octubre de 2024.
33. ↑  «Hall of Fame: Sony PlayStation, the games console that changed everything». Stuff (en inglés). Consultado el 13 de febrero de 2018.
34. ↑  «PlayStation technical specifications» |url= incorrecta con autorreferencia (ayuda). Wikipedia (en inglés). 17 de septiembre de 2024. Consultado el 2 de octubre de 2024.
35. ↑  «PlayStation technical specifications» |url= incorrecta con autorreferencia (ayuda). Wikipedia (en inglés). 17 de septiembre de 2024. Consultado el 2 de octubre de 2024.
36. 1 2  «Sony Playstation GPU 600nm Specs». TechPowerUp (en inglés). 3 de octubre de 2024. Consultado el 3 de octubre de 2024.
37. ↑  «Video Output Notes». ConsoleMods Wiki. Consultado el 26 de febrero de 2025.
38. ↑  PlayStation (PSX)
39. ↑  Cano, Jorge (19 de septiembre de 2018). «Sony anuncia PlayStation Classic, una consola mini que incluye 20 juegos». Vandal. Consultado el 19 de septiembre de 2018.

### Publicaciones
- Anderson, Diane (June 1997). «Sony PlayStation: The People's Choice». Next Generation (Bath: Future plc) (30): 54-57.
- Asakura, Reiji (2000). Revolutionaries at Sony: The Making of the Sony PlayStation. New York City: McGraw-Hill. ISBN 978-0-07-135587-2. Consultado el 24 de febrero de 2021.
- Baggatta, Patric (August 1997). «What's The "Father of the PlayStation" Playing At?». Next Generation (Bath: Future plc) 3 (32): 8-13.
- Boyer, Crispin (March 1998). «EGM's Special Report: Which System Is Best?». 1998 Video Game Buyer's Guide (Chicago: Ziff Davis): 46-49.
- Campbell, Colin (January 1996). «Is War hell for Sega?». Next Generation (Bath: Future plc) 2 (13): 7.
- Charla, Chris (March 1996). «The Next Generation 1996 Lexicon A to Z: PS-X». Next Generation (Bath: Future plc) (25): 39. Consultado el 24 de febrero de 2021.
- Charla, Chris (September 1997). «PlayStation's Missing Thunder». Next Generation (Bath: Future plc) 3 (33): 26.
- Charla, Chris (February 1997). «Nintendo's 32-Bit Super Console!». Next Generation (New York City: Imagine Media) 3 (26): 47.
- Crotty, Janice (December 1995). «The Magazine Biz». GamePro (Newtonville: IDG Entertainment) (77): 17. Archivado desde el original el 17 de febrero de 2019. Consultado el 20 de enero de 2020.
- «Japanese Stats Give Saturn the Edge». Edge (Bath: Future plc) 3 (19): 10-11. April 1995. «This equates to the Saturn shifting an average number of 17,241 units a day and the PlayStation 15,789.»
- «Daytona USA». Edge (Bath: Future plc) 3 (21): 72-75. June 1995. «Although AM2 has managed to replicate the coin-op tolerably well, Saturn Daytona fails to capture the arcade experience that PlayStation Ridge Racer so convincingly delivers.»
- Desmond, Mike (January 1995). «Namco Discuss the Making of Ridge Racer for the Sony PlayStation!». Electronic Gaming Monthly (Chicago: Ziff Davis) (66): 170-171. ISSN 1058-918X.
- DeMaria, Rusel; Wilson, Johnny L. (2004). High Score!: The Illustrated History of Electronic Games. California: McGraw-Hill Osborne Media. ISBN 0-07-223172-6.
- Green, Garo; Kaufman, James, eds. (3 de agosto de 2015). Video Games and Creativity. London: Academic Press. p. 255. ISBN 9780128017050. Archivado desde el original el 31 de agosto de 2017. Consultado el 20 de abril de 2016.
- Harris, Blake J. (2014). Console Wars: Sega, Nintendo, and the Battle That Defined a Generation. New York City: HarperCollins. ISBN 978-0-06-227669-8.
- Harris, Steve (December 1994). «Sony's PlayStation Debuts in Japan!». Electronic Gaming Monthly (Chicago: Ziff Davis) (65): 70.
- Harris, Steve (February 1996). «Sony Handles TV Woes». Electronic Gaming Monthly (Chicago: Ziff Davis) (79): 20.
- Kent, Steven L. (2001). The Ultimate History of Video Games: The Story Behind the Craze That Touched Our Lives and Changed the World. Roseville: Prima Publishing. ISBN 0-7615-3643-4.
- Leigh, Peter (2018). The Nostalgia Nerd's Retro Tech. London: Lagardère Publishing. pp. 188–191. ISBN 978-1781575703.
- Lundrigan, Jeff (November 1996). «Will the real boss of Sony please step forward?». Next Generation (Bath: Future plc) 2: 7-10.
- Mäyrä, Frans (2002). «Console Games in the Age of Convergence». Computer Games and Digital Cultures: Conference Proceedings: Proceedings of the Computer Games and Digital Cultures Conference, 6–8 June 2002. Tampere: Tampere University Press. pp. 45-58. ISBN 978-9514453717.
- McDonnell, Chet (March 1995). «The Sony PlayStation plays for keeps». GamePro (Newtonville: IDG Entertainment) (68): 36.
- McDonnell, Chet (March 1997). «Buyer's Beware». GamePro (Newtonville: IDG Entertainment) (92): 20.
- McFerran, Damien (2015). «The PlayStation Book». Retro Gamer (Bournemouth: Imagine Publishing). ISBN 978-1785-461-064.
- Mewatt, Todd (October 1995). «But It'll Sure Look Pretty on the Shelf...». Electronic Gaming Monthly (New York City: Ziff Davis) (75): 16.
- Mao, Francis (April 1996). «Soar and descend». GamePro (Newtonville: IDG Entertainment) (91): 24. Consultado el 31 de diciembre de 2021.
- Parus, Scott (March 1997). «Do Good Things Come in Small Packages?». Electronic Gaming Monthly (Chicago: Ziff Davis) (92): 110-111.
- Perry, Douglass (June 1995). «Digital Disciples: Sony's PlayStation Game Plan». Next Generation (Bath: Future plc) 1 (6): 45-53.
- Neves, Lawrence (September 1996). «Dramatic Price Cuts Boost Sony and Sega Sales». GamePro (Newtonville: IDG Entertainment) (96): 20.
- Senrad, Ed (December 1993). «Sony To Intro 32-bit System!». Electronic Gaming Monthly (Chicago: Ziff Davis) (53): 68.
- Shapiro, Eben (3 de junio de 1991). «Nintendo-Philips Deal Is a Slap at Sony». The New York Times (New York City): 86. ISSN 0362-4331.
- Skaggs, Kathy (September 1995). «Sega and Sony Go to War». GamePro (Newtonville: IDG Entertainment) (74): 138.
- Smith, Shawn (June 1996). «A tale of Sega's two Saturn controllers». Electronic Gaming Monthly (Chicago: Ziff Davis) (83): 15.
- Stockdale, Keith (December 1995). «Under the Hood: PlayStation». Next Generation (Bath: Future plc) (12).
- Strodder, Chris (August 1996). «News Bits». GamePro (Newtonville: IDG Entertainment) (95): 17. Archivado desde el original el 7 de julio de 2018. Consultado el 20 de enero de 2020.
- Williams, Ken (January 1997). «Touché, N64 Pad». Electronic Gaming Monthly (Chicago: Ziff Davis) (90): 20.
- West, Neil (March 1997). «Saturn/PS-X sequels». Next Generation (New York City: Imagine Media) (27): 24. Consultado el 29 de diciembre de 2021.
- Wolf, Mark (2008). The Video Game Explosion: A History From PONG to Playstation and Beyond. Santa Barbara: Greenwood Publishing Group. p. 148. ISBN 978-0-313-33868-7.